# Мерцалове
Мерца́лове — вузлова залізнична станція Лиманської дирекції Донецької залізниці на перетині двох ліній Покровськ — Дубове та Мерцалове — Лунна між станціями Родинська 8 км та Легендарна 31 км.
Розташована у селищі Дорожнє, Покровський район, Донецької області.
У 1930-х роках станція Мерцалове виконувала навантаження лише сільськогосподарських вантажів.

## Історія
Мерцалове була відкрита у 1915 році разом із залізницею Гришине (Покровськ) — Добропілля. Спочатку роз'їзд Мерцалове передбачався, як залізничний вузол північного напрямку, до якого повинні були примикати під'їзні шляхи на Золотий Колодязь, а також у Лозівському напрямку.
Названий роз'їзд на прізвище колишніх місцевих землевласників Мерцалових. Найвідоміший з цього роду поміщиків Мерцалов І.А., вважається одним із засновників тонкорунного вівчарства на сході України. Даний роз'їзд до революції 1917 року був пунктом примикання проектованої колії у напрямку Золотий Колодязь — Лозова, що і було в загальних рисах «відображено» у 1957—1961 роках.
У 1917 році по станції робили зупинку вантажно-пасажирські потяги. Станом на 1917 рік, на роз'їзді Мерцалове було укладено шість станційних колій, з них дві тупикові. Були споруджені пасажирська будівля і пасажирська платформа, а також крита й відкрита товарні платформи, пакгауз. Були наявні й орендні ділянки під склади вантажів. Штат станції складався з 4 чоловік: начальника станції, його помічника, сторожа і стрілочника. В перспективі передбачалося укладання 6 колій (з них 1 — тупик) і подовження 2 тупикових станційних колій, а також будівництво проміжної пасажирської платформи. Втім, ці плани були надовго законсервовані у зв'язку із активною фазою збройного протистояння 1918—1920 років.
В першій половині 20-х років ХХ сторіччя станція Мерцалове була недіючим роз'їздом. Станом на 1923—1924 роки до станції тяжіли такі об'єкти: 2 ковальні, 3 вітряних і 1 паровий млини в колонії Шахове (колишня Роза Люксембург, 2-3 версти від станції), 2 вітряних млини в селах Ново-Олексіївка і Никанорівка (2 і 2,5 версти від станції відповідно), паровий млин в Убєжище (Суворове, 5 верст від станції), ковальня в селі Іванівка (7 верст від станції), 3 ковальні і 2 вітряні млини на хуторі Кутузівка (7-8 верст від станції), ковальня в селі Кучерів Яр, а також паровий млин і олійниця в селі Шахове (колишнє Октябрське, 9 верст від станції). Відвантажували по Мерцаловому у середині 20-х років ХХ сторіччя і вугілля, але це скоріш виключення, аніж правило. 
У 1930-х роках минулого сторіччя станція Мерцалове виконувала операції її вантажами переважно сільськогосподарського призначення. Так, у 1934 році станція Мерцалове прийняла 0,4 тис. тон, а відправила — 6,5 тис. тон вантажів. В районі станції вже працювала Мерцалівська МТС. Значення станції Мерцалове почало зростати наприкінці 1950-х років минулого сторіччя, коли звідси почали будувати залізницю в напрямі станції Дубове. Будівництво залізниць від станції Мерцалове в північному напрямку почали лише у 1957 році.
Колійний розвиток станції Мерцалове у 1960 році включав у себе 6 колій, в тому числі: приймально-відправний для вантажних і пасажирських поїздів на Родинську і Добропілля (№01, з пасажирською платформою; перегін Мерцалове — Облачний був добудований у 1961 році, проміжна пасажирська платформа між 1-ю і 2-ю коліями — до 1962 року), приймально-відправний для вантажних поїздів на Родинську і Добропілля (№02), вантажно-розвантажувальні (№03 з вантажною платформою і №08), ходова (№08), вагова (№10). До станції примикали одноколійні перегони Мерцалове — Добропілля і Мерцалове — Родинська, допустима швидкість потягів — 25 км/год; застосовувалася електрожезлова система (на перегоні Мерцалове — Облачний з 1962 року застосовувався релейний напівавтоматичний захист). При прийомі поїздів на станцію, маневрова робота припинялася за 10 хвилин до підходу поїзда. Одночасний прийом і відправлення поїздів з (на) Родинської (-у) і Добропілля не допускався: при одночасному підході, у вхідного сигналу затримувався поїзд, що прибував зі станції Добропілля.
Станом на 1960 рік вантажообіг станції Мерцалове склав 86,6 тис. тон, з них 15,2 тис. тон — відправлення (12,5 тис. тон — пшениця), 71,4 тис. тон — прибуття вантажів. Номенклатура прийнятих станцією вантажів: баласт для залізниць — 41,5 тис. тон (будівництво колії в Дубівському напрямку), пшениця — 6,4 тис. тон, каміння будівельне — 4,2 тис. тон, ліс — 4,1 тис. тон, пісок-земля-глина — 3,1 тис. тон, шпали — 3,0 тис. тон, рейки — 1,5 тис. тон, кам'яне вугілля — 1,4 тис. тон, дизельне пальне — 1,4 тис. тон. Показники вантажообігу станції Мерцалове за 1960 рік перевищували аналогічні за 1934 рік у 12,6 разів.
У 1964 році вантажообіг станції Мерцалове склав 38,4 тис. тон, що в 7,0 разів більше, ніж в 1934 році, але в 2,3 рази менше, ніж в 1960 році. Таке падіння вантажообігу пояснюється закінченням будівництва залізниці Дубове — Мерцалове. Станція відправила 13,8 тис. тон вантажів, в тому числі: 2,9 тис. тон пшениці, по 1,4 тис. тон ячменю і кукурудзи, 1,0 тис. тон насіння олійних тощо. Прибуття вантажів на станцію становило 24,5 тис. тон, в тому числі: каміння будівельне — 9,0 тис. тон, баласт для залізниць — 4,1 тис. тон, ліс — 2,9 тис. тон, дизельне пальне — 1,7 тис. тон, бензин — 1,5 тис. тон, борошно — 1,0 тис. тон.
Навантаження мінеральних матеріалів у великих обсягах по станції Мерцалове розпочалося нещодавно, не зважаючи на те, що у 1920-х роках було відкрите Мерцалівське родовище кварцу. З 1990-х років тут відвантажують глину, для чого ЗАТ «Глини Донбасу» побудувало на станції Мерцалове виробничу базу. У 1970—1990-х роках велося будівництво шахти-гіганта «Добропільська-Капітальна» із під'їзною колією до станції Мерцалове. Не зважаючи на те, що будівництво законсервували, а колію демонтували, проект мав свої перспективи. Так, у 2006 році Кабінет Міністрів України визнав доцільним повторне будівництво цієї шахти. І можливо, що у найближчому майбутньому станція Мерцалове буде серед вугленавантажувальних.
Див. також: 14 км (зупинний пункт, перегін Родинське - Мерцалове), Сухецький роз'їзд.

## Транспортне сполучення
Ділянкою Красноармійськ — Добропілля курсували робочі поїзди: у 1950-х роках зі станції Добропілля вони відправлялися о 04:00 ночі і дня, а на Красноармійськ — у чверть на шосту ранку і вечора.
У 1962 році від станції Мерцалове вирушив перший поїзд до станції Дубове, а в 1965 році вперше пройшов місцевий дизель-поїзд сполученням Іловайськ — Лозова.
У 1979 році в перший рейс відправився дизель-поїзд Добропілля — Попасна.
Місцеві дизель-поїзди курсували до 1993 року, а приміські дизель-поїзди до станції Макіївка — до 1998 року. Приміські поїзди на Красноармійськ, Добропілля, Дубове були скасовані у 2007 році, а товарні — у 2009 році.
Так, починаючи з 2007 року пасажирське сполучення на даній ділянці припинене.

## Сучасність
13 червня 2014 року вранці з двох установок Град прибічники «ДНР» вели артобстріл села Добропілля, за повідомленнями очевидців.
Бойовики «ДНР» хотіли обстріляти блокпост українських військових і під'їхали на БТРах. У них також було дві установки «Град». Терористи промахнулися і влучили в овочеву базу. Бойовики залишили «Град». У результаті обстрілу овочевої бази загинула одна людина.